# 法內爾山
46°32′52″N 09°07′49.7″E / 46.54778°N 9.130472°E

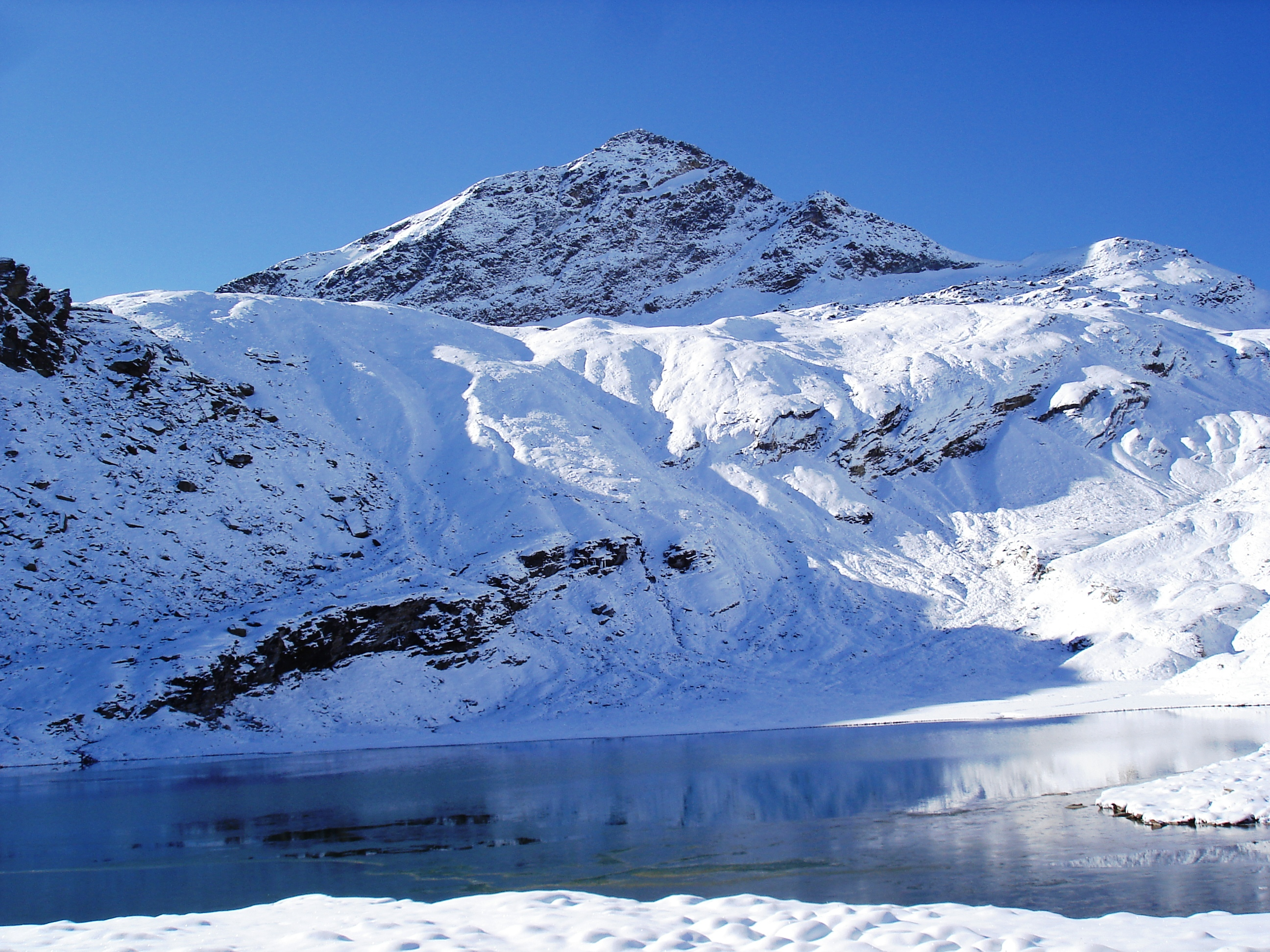

法內爾山（Fanellhorn），是瑞士的山峰，位於該國東南部，由格勞賓登州負責管轄，屬於勒蓬廷山的一部分，海拔高度3,124米，每年平均降雨量1,851毫米。